# Navas de Oro
Navas de Oro is een gemeente in de Spaanse provincie Segovia in de regio Castilië en León met een oppervlakte van 62,27 km². Navas de Oro telt 1.360 inwoners (1 januari 2016).